# Хорошівська селищна рада (Житомирський район)
Хоро́шівська се́лищна ра́да Хорошівської селищної територіальної громади (до 27 грудня 2016 року — Хорошівська селищна рада Хорошівського району Житомирської області, до 21 липня 2016 року — Володарсько-Волинська селищна рада Володарсько-Волинського району Житомирської області) — орган місцевого самоврядування Хорошівської селищної територіальної громади Житомирської області. Розміщення — селище міського типу Хорошів.

## Склад ради

### VIII скликання
Рада складається з 26 депутатів та голови.
25 жовтня 2020 року, на чергових місцевих виборах було обрано 26 депутатів, з них (за суб'єктами висування): «Слуга народу» — 5, «Європейська Солідарність», Радикальна партія Олега Ляшка, «Пропозиція», «Наш край» та Всеукраїнське об'єднання «Батьківщина» — по 3, «Опозиційна платформа — За життя» та «За майбутнє» — по 2.
Головою громади обрали позапартійного висуванця «Слуги народу» Володимира Столярчука, чинного Хорошівського сільського голову.

### Перший склад ради громади (2016р.)
Перші вибори депутатів ради громади та селищного голови відбулись 18 грудня 2016 року. Було обрано 24 з 26 депутатів ради: 12 самовисуванців, 6 представників Народної партії, 4 — Всеукраїнське об'єднання «Батьківщина», по одному — Народний рух України та Громадський рух «Народний контроль».
Головою громади обрали позапартійного самовисуванця, чинного Хорошівського селищного голову, Володимира Столярчука.
8 січня 2017 року відбулось повторне голосування з виборів депутата в 3-му одномандатному окрузі. Ним став позапартійний висуванець Народного руху України.
26 березня 2016 року відбулись повторні вибори депутата у 8-му окрузі — обрали кандидата від Народної партії.

### VI скликання
За результатами місцевих виборів 2010 року депутатами ради стали:

#### За суб'єктами висування
| Суб'єкт висування                 | Кількість обраних депутатів | %    |
| --------------------------------- | --------------------------- | ---- |
| Самовисування                     | 18                          | 60   |
| Народна партія                    | 5                           | 16,7 |
| Політична партія «Сильна Україна» | 5                           | 16,7 |
| Партія «Справедливість»           | 1                           | 3,3  |
| Політична партія «Фронт Змін»     | 1                           | 3,3  |

#### За округами
| № округу                          | Прізвище, ім'я, по батькові       | Дата визнання обраним | Освіта             | Партійна приналежність                                                                       | Відомості про обраного депутата                                     |
| --------------------------------- | --------------------------------- | --------------------- | ------------------ | -------------------------------------------------------------------------------------------- | ------------------------------------------------------------------- |
| Народна Партія                    |                                   |                       |                    |                                                                                              |                                                                     |
| 6                                 | Колесник Катерина Володимирівна   | 02.11.2010            | середня            | член Народної партії                                                                         | ТОВ «Веста», інспекторкадрів                                        |
| 16                                | Євпак Ігор Володимирович          | 02.11.2010            | вища               | член Народної партії                                                                         | Райветлікарня, провідний лікар                                      |
| 21                                | Мороз Микола Сергійович           | 02.11.2010            | середня спеціальна | член Народної партії                                                                         | ВАТ «Райагрохім», заступник директора                               |
| 24                                | Горшкальов Андрій Павлович        | 02.11.2010            | середня спеціальна | член Народної партії                                                                         | клуб с. Рудня-Шляхова, завідувач                                    |
| 25                                | Мінялук Галина Леонідівна         | 02.11.2010            | вища               | член Народної партії                                                                         | відділ освіти РДА, інспектор                                        |
| Партія «Справедливість»           |                                   |                       |                    |                                                                                              |                                                                     |
| 9                                 | Павлюк Олександр Сергійович       | 02.11.2010            | вища               | член Партії «Справедливість»                                                                 | Зубринська загальноосвітня школа, вчитель                           |
| Політична партія «Сильна Україна» |                                   |                       |                    |                                                                                              |                                                                     |
| 5                                 | Шишкін Олег Ігорович              | 02.11.2010            | середня спеціальна | член Політичної партії «Сильна Україна»                                                      | РБК смт Володарськ-Волинський, керівник ансамблю «Кольорові пташки» |
| 7                                 | Райковський Віталій Станіславович | 02.11.2010            | вища               | член Політичної партії «Сильна Україна»                                                      | Центр СССДМ, інспектор                                              |
| 10                                | Бура Олександр Григорович         | 02.11.2010            | вища               | член Політичної партії «Сильна Україна»                                                      | Хорошівський РЕМ, інспектор                                         |
| 20                                | Нестеров Максим Валентинович      | 02.11.2010            | вища               | член Політичної партії «Сильна Україна»                                                      | тимчасово не працює                                                 |
| 26                                | Юрин Валентин Михайлович          | 02.11.2010            | вища               | позапартійний                                                                                | Хорошівська МДПІ, головний державний податковий ревізор-інспектор   |
| Політична партія «Фронт Змін»     |                                   |                       |                    |                                                                                              |                                                                     |
| 23                                | Федорович Юрій Іванович           | 02.11.2010            | середня спеціальна | член Політичної партії «Фронт Змін»                                                          | приватний підприємець                                               |
| Самовисування                     |                                   |                       |                    |                                                                                              |                                                                     |
| 1                                 | Дубчак Лариса Миколаївна          | 02.11.2010            | вища               | позапартійна                                                                                 | Універмаг, продавець                                                |
| 2                                 | Кузьмінська Софія Володимирівна   | 02.11.2010            | середня спеціальна | член Комуністичної партії України                                                            | пенсіонер                                                           |
| 3                                 | Войтенко Віктор Віталійович       | 02.11.2010            | вища               | позапартійний                                                                                | ЖУВП № 8, інспектор                                                 |
| 4                                 | Лиман Петро Олександрович         | 02.11.2010            | вища               | позапартійний                                                                                | ВолодарськоВолинська гімназія, директор                             |
| 8                                 | Зіник Василь Іванович             | 02.11.2010            | вища               | позапартійний                                                                                | ВолодарськоВолинськаселищна рада, юрист                             |
| 11                                | Сидорчук Андрій Миколайович       | 02.11.2010            | вища               | позапартійний                                                                                | приватний підприємець                                               |
| 12                                | Давиденко Світлана Олександрівна  | 02.11.2010            | вища               | позапартійна                                                                                 | ВолодарськоВолинськаселищна рада, секретар                          |
| 13                                | Давиденко Інна Олександрівна      | 02.11.2010            | вища               | позапартійна                                                                                 | Богунська районна рада м. Житомир, завідувачка загального відділу   |
| 14                                | Колодій Валентина Петрівна        | 02.11.2010            | вища               | позапартійна                                                                                 | ВолодарськоВолинська гімназія, логопед                              |
| 15                                | Опанасюк Лідія Василівна          | 02.11.2010            | вища               | позапартійна                                                                                 | ВолодарськоВолинська РДА, головний бухгалтер                        |
| 17                                | Ткач Ігор Олександрович           | 02.11.2010            | вища               | позапартійний                                                                                | пенсіонер                                                           |
| 18                                | Боровська Регіна Станіславівна    | 02.11.2010            | вища               | позапартійна                                                                                 | Хорошівська МДПІ, начальник відділу                                 |
| 19                                | Гамська Олена Леонідівна          | 02.11.2010            | вища               | позапартійна                                                                                 | ВолодарськоВолинська гімназія, заступник директора                  |
| 22                                | Корбут Анжела Анатоліївна         | 02.11.2010            | вища               | позапартійна                                                                                 | Міжрайонний контрольно-ревізійний відділ, контролер-ревізор         |
| 27                                | Козакевич Лариса Миколаївна       | 02.11.2010            | вища               | член Всеукраїнської Чорнобильської Народної Партії «За добробут та соціальний захист народу» | тимчасово не працює                                                 |
| 28                                | Райковська Зофія Казимирівна      | 02.11.2010            | вища               | позапартійна                                                                                 | Районний Будинок культури, директор                                 |
| 29                                | Герасимчук Ольга Петрівна         | 02.11.2010            | вища               | позапартійна                                                                                 | ВолодарськоВолинський НВК, вчитель                                  |
| 30                                | Панченко Микола Григорович        | 02.11.2010            | середня спеціальна | позапартійний                                                                                | тимчасово не працює                                                 |

### Керівний склад попередніх скликань
| Прізвище, ім'я, по батькові       | Основні відомості                                                                                         | Суб'єкт висування | Дата обрання | Дата звільнення |
| --------------------------------- | --- | ----------------- | ------------ | --------------- |
| Онофріюк Валентина Григорівна     | Селищний голова, 1956 року народження, освіта вища, член Соціал-демократичної партії України (об'єднаної) |                   | 26.03.2006   | 31.10.2010      |
| Онофріюк Валентина Григорівна     | Селищний голова, 1956 року народження, освіта вища, позапартійна                                          |                   | 31.10.2010   | 25.10.2015      |
| Столярчук Володимир Володимирович | Селищний голова, 1971 року народження, освіта вища, безпартійний                                          |                   | 25.10.2015   | 18.12.2016      |
| Столярчук Володимир Володимирович | Селищний голова, 1971 року народження, освіта вища, безпартійний                                          | Самовисування     | 18.12.2016   | 25.10.2020      |
| Столярчук Володимир Володимирович | Селищний голова, 1971 року народження, освіта вища, безпартійний                                          | «Слуга народу»    | 25.10.2020   |                 |

Примітка: таблиця складена за даними сайту Верховної Ради України

## Історія
Утворена 20 березня 1926 року, в складі Володарського району, з смт Володарськ у складі, під назвою Володарська. 26 квітня 1933 року була перейменована на Володарсько-Волинську. 20 жовтня 1938 року до складу ради були включені села Кутузове та Рудня-Горошківська ліквідованої Кутузівської сільської ради Володарсько-Волинського району.
Станом на 1 вересня 1946 року селищна рада входила до складу Володарсько-Волинського району Житомирської області, на обліку в раді перебували смт Володарськ-Волинський та села Кутузове і Рудня-Горошківська.
7 січня 1963 року, відповідно до рішення Житомирського облвиконкому № 2 «Про зміну адміністративної підпорядкованості окремих сільських рад і населених пунктів», с. П'ятирічка підпорядковане Поромівській сільській раді Черняхівського району Житомирської області. 30 вересня 1958 року села Кутузове та Рудня-Горошківська передані до складу Малогорошківської сільської ради Володарсько-Волинського району. 27 січня 1965 року, відповідно до рішення Житомирського облвиконкому № 39 «Про зміни в адміністративному підпорядкуванні деяких населених пунктів області», до складу ради включені села Рудня-Шляхова Дашинської сільської ради та П'ятирічка Поромівської сільської ради, передано до складу Топорищенської сільської ради сел. Червоногранітне.
Станом на 1 січня 1972 року селищна рада входила до складу Володарсько-Волинського району Житомирської області, на обліку в раді перебували смт Володарськ-Волинський та села П'ятирічка і Рудня-Шляхова.
21 липня 2016 року селищну раду було перейменовано на Хорошівську. До 27 грудня 2016 року — адміністративно-територіальна одиниця в Хорошівському районі Житомирської області з територією 41,584 км² та підпорядкуванням смт Хорошів, сіл Зелений Гай та Рудня-Шляхова.
Входила до складу Хорошівського (Володарського, Володарсько-Волинського; 20.03.1926 р., 8.12.1966 р.) та Черняхівського (30.12.1962 р.) районів.

### Населення
Кількість населення ради, станом на 1931 рік, складала 2 661 особу.
Відповідно до результатів перепису населення СРСР, кількість населення ради, станом на 12 січня 1989 року, становила 8 859 осіб.
Станом на 5 грудня 2001 року, відповідно до перепису населення України, кількість мешканців сільської ради становила 8 382 особи.